# Любимые герои (мультфильм)
«Люби́мые геро́и» — советский рисованный мультипликационный фильм 1940 года известного режиссёра-мультипликатора Дмитрия Бабиченко. Фильм посвящён 20-летию советской кинематографии, и представляет собой дружеский мультипликационный шарж на звёзд отечественного кино.

## Сюжет
К юбилею кино съезжаются любимые кинозрителям актёры. На празднике юбилея принимают участие герои лучших фильмов. Фильм заканчивается поздравительной речью актёра Ивана Скуратова в роли Батьки Боженко.

## Интересные факты и музыка
- Вороны в начале мультфильма исполняют песню из фильма 1936 года «Цирк».
- Помимо авторских мелодий Александра Варламова, в мультфильме звучат исполненные им: «Москва майская» (Дмитрий и Даниил Покрасс).